# Snowpiercer (Fernsehserie)
Snowpiercer (deutsch Schneebohrer) ist eine US-amerikanische Science-Fiction-Serie, die seit dem 17. Mai 2020 auf dem Sender TNT erstausgestrahlt wird. Am 25. Mai startete sie ebenfalls auf Netflix. Sie basiert auf dem gleichnamigen Film aus dem Jahr 2013 sowie der französischen Graphic Novel Schneekreuzer (Le Transperceneige).

## Handlung
In einer alternativen Zeitlinie ist die Welt im Jahr 2021 eine vollständig gefrorene Eiswüste bei einer Temperatur knapp über der des flüssigen Sauerstoffs, nachdem die Menschheit mit dem fiktiven Kältemittel CW-7 versucht hatte, den Folgen des Klimawandels entgegenzuwirken. Die ca. 3000 letzten Überlebenden der Menschheit fahren im Snowpiercer um die Welt. Der 1001 Waggons lange Superzug fährt in 133 Tagen seine weltumspannende Strecke ab, wobei seine Perpetual Motion Machine Vortrieb, Energie und Wärme liefert und niemals stehenbleiben darf. Der Zug ist in eine strenge Klassengesellschaft unterteilt: Etwa 30 % der Mitreisenden gehören als Privilegierte der 1. und der 2. Klasse in der vorderen Zughälfte an. Die restlichen 70 % teilen sich zu einem kleineren Teil auf die 3. Klasse im dritten Viertel des Zuges und zum größeren Teil auf die „Tailies“ im Zugende auf. Tailies sind Mitreisende, die zum Zeitpunkt der Abfahrt als Flüchtlinge ohne Fahrkarte zugestiegen sind und bilden die unterste Kaste der Zuggessellschaft. Der Zug besteht aus Wohnsektoren und Produktionsbereichen zur Nahrungsversorgung. Letztere werden durch die Arbeitskraft der Mitglieder der niedrigeren Klassen, in der Hauptsache Tailies, am Laufen gehalten. Die öffentliche Ordnung im Zug wird mit Hilfe eines durch die oberen Klassen korrumpierten Systems aus Zugbegleitern (Hospitalität) und bewaffneten Kräften (so genannte Bremser) aufrechterhalten.
Nach sieben Jahren Reise braut sich im Zugende allmählich eine Revolution zusammen und Klassenkämpfe dominieren zunehmend das Zusammenleben der Passagiere. Diese Spannungen bilden, zusammen mit der persönlichen Geschichte um den ehemaligen Kriminalkommissars Andre Layton, den Kern der ersten Staffel. Er ist dabei Teil der Tailies und versucht, einen Aufstand seiner Klasse zu ermöglichen. Zur Hilfe kommt ihm der Umstand, dass im Zug ein Mord geschah und Layton auf Grund seiner früheren Laufbahn mit dessen Aufklärung beauftragt wird. Als Gegenspieler tritt die leitende Zugingenieurin Melanie Cavill auf, welche vornehmlich im Auftrag des sagenumwobenen Zugerschaffers und exzentrischen Eisenbahntycoons Mr. Wilford versucht, die angestammte Ordnung an Bord aufrechtzuerhalten. Kontinuierlich erodiert dabei jedoch ihre Machtposition und als schließlich die Anwesenheit von Wilford öffentlich widerlegt wird, sind die Entwicklungen nicht mehr zu beherrschen. Es lehnen sich die unteren Klassen gegen die bestehenden Strukturen auf. Gleichzeitig erheben sich die Sicherheitskräfte zusammen mit der ersten Klasse gegen die Autorität der Zugführung in Gestalt von Melanie. Im Finale gelingt es letztlich dem Zugpersonal und dem Proletariat, einen Teil der Ersten Klasse mit dem verschanzten Sicherheitspersonal vom Zug zu trennen. Nachdem sich die Zugführung der neuen, klassenlosen Gesellschaft untergeordnet hat, kehrt Ruhe ein. Bis Big Alice – ein verschollen geglaubter Versorgungszug, mutmaßlich mit dem leibhaftigen Mr. Wilford an Bord – auftaucht und sich an den Snowpiercer ankuppelt.
Den äußeren Rahmen für die zweite Staffel bildet die Hoffnung auf ein Ende der Eiszeit. Melanie hatte bei einer Außenmission zur Abwehr von Big Alice Schneefall entdeckt, der bei den vorherrschenden Temperaturen nicht existieren sollte. Es besteht der Verdacht, dass sich das Kältemittel CW-7 in der Atmosphäre zersetzt. Melanie macht sich daher auf den beschwerlichen Weg zu einer Wetterstation, um der Hypothese nachzugehen. Parallel dazu entwickelt sich in der Zuggesellschaft ein neuer Konflikt zwischen Anhängern des zurückgekehrten Mr. Wilford mit seiner totalitären, aber Stabilität verheißenden Ordnung und den Verfechtern der neu etablierten, klassenlosen Demokratie. Auf Grund dieser Eskalation kann Melanie nicht wie geplant wieder an Bord geholt werden und letztlich führt dieser Konflikt nach vielen Opfern zu einer Übernahme des Zuges durch Mr. Wilford. Layton und einige Gefolgsleute ziehen sich daraufhin in die Spitze des Zuges zurück und trennen die Lokomotive mit den ersten Waggons als Piratenzug ab. Mit diesem versuchen sie, Melanie aufzulesen; kommen aber zu spät und finden lediglich ihre ermittelten Klimamodelle vor, welche einige sich erwärmende Gebiete auf der Erde prophezeien.

## Besetzung und Synchronisation
Die Synchronisation der Serie wird bei der Iyuno Germany nach einem Dialogbuch und unter der Dialogregie von Frank Preissler erstellt.
Die Tabelle nennt die Schauspieler, ihre Rollennamen, ihre Zugehörigkeit zur Hauptbesetzung (●) bzw. zu den Neben- und Gastdarstellern (•) je Staffel und die Episoden mit Auftritten. Angegeben sind zudem die deutschen Synchronsprecher.
|                       |                               | Staffeln | Staffeln | Staffeln | Staffeln |                          |
| Darsteller            | Rollenname                    | 1        | 2        | 3        | 4        | Synchronsprecher         |
| --------------------- | ----------------------------- | -------- | -------- | -------- | -------- | ------------------------ |
| Jennifer Connelly     | Melanie Cavill                | ●        | ●        | ●        | ●        | Claudia Urbschat-Mingues |
| Daveed Diggs          | Andre Layton                  | ●        | ●        | ●        | ●        | Tobias Schmidt           |
| Mickey Sumner         | Bess Till                     | ●        | ●        | ●        | ●        | Mareile Moeller          |
| Alison Wright         | Ruth Wardell                  | ●        | ●        | ●        | ●        | Maud Ackermann           |
| Lena Hall             | „Miss“ Audrey                 | ●        | ●        | ●        | ●        | Marieke Oeffinger        |
| Iddo Goldberg         | Bennet Knox                   | ●        | ●        | ●        | ●        | Jaron Löwenberg          |
| Susan Park            | Jinju Seong                   | ●        |          |          |          | Nora Jokhosha            |
| Roberto Urbina        | Javier de la Torre            | ●        | ●        | ●        | ●        | Ricardo Richter          |
| Steven Ogg            | Pike                          | •        | ●        | ●        |          | Rainer Doering           |
| Sheila Vand           | Zahra Fermani                 | ●        | ●        | ●        | ●        | Anne Helm                |
| Katie McGuinness      | Josie Welstead                | ●        | ●        | ●        | ●        | Marie Bierstedt          |
| Mike O’Malley         | Sam Roche                     | ●        | ●        | ●        | ●        | Sven Brieger             |
| Sam Otto              | John „Oz“ Osweiler            | ●        | ●        | ●        | ●        | Amadeus Strobl           |
| Annalise Basso        | Lilah „LJ“ Folger Jr Osweiler | ●        | ●        | ●        |          | Lina Rabea Mohr          |
| Jaylin Fletcher       | Miles                         | ●        | •        | •        |          | Derya Flechtner          |
| Rowan Blanchard       | Alexandra „Alex“ Cavill       | •        | ●        | ●        | ●        | Lisa May-Mitsching       |
| Sean Bean             | Joseph Wilford                |          | ●        | ●        |          | Torsten Michaelis        |
| Chelsea Harris        | Sykes                         |          | •        | ●        | ●        | Nora Kunzendorf          |
| Archie Panjabi        | Asha                          |          |          | ●        |          | Cornelia Waibel          |
| Clark Gregg           | ?                             |          |          |          | ●        |                          |
| Michael Aronov        | ?                             |          |          |          | ●        |                          |
| Karin Konoval         | Dr. Pelton                    | •        | •        | •        |          | Denise Gorzelanny        |
| Fiona Vroom           | Mary-Elizabeth Gillies        | •        | •        | •        |          | Ronja Peters             |
| Emma Oliver           | Winnipeg „Winnie“             | •        | •        | •        |          | Cheyenne-Safayatou Ali   |
| Kurt Ostlund          | Strong Boy                    | •        | •        | •        |          | Oscar Räuker             |
| Aaron Glenane         | Murray, der letzte Australier | •        | •        |          |          | Tim Knauer               |
| Sakina Jaffrey        | Mrs. Headwood                 | •        | •        | •        |          | Philine Peters-Arnolds   |
| Aleks Paunovic        | Bojan Boscovic / Icy Boscovic | •        | •        | •        |          | Tilo Schmitz             |
| Happy Anderson        | Dr. Henry Klimpt              | •        |          |          |          | Werner Böhnke            |
| Shaun Toub            | Terence                       | •        | •        |          |          | Viktor Neumann           |
| Timothy V. Murphy     | Commander Nolan Grey          | •        | •        |          |          | Bernd Egger              |
| Tom Lipinski          | Kevin McMahon                 |          | •        | •        |          | Benjamin Kiesewetter     |
| Jonathan Lloyd Walker | Big John                      | •        |          |          |          | Frank Kirschgens         |
| Kerry O’Malley        | Lilah Folger                  | •        |          |          |          | Sabina Trooger           |
| Vincent Gale          | Robert Folger                 | •        |          |          |          | Gerald Schaale           |
| Andre Tricoteux       | Icy Bob                       |          | •        |          |          | Andreas Conrad           |
| Bryan Terrel Clark    | Pastor Logan                  |          | •        |          |          | Peter Lontzek            |
| Georgina Haig         | Emilia                        |          | •        |          |          |                          |
| Damian Young          | Mr. Headwood                  |          | •        |          |          | Bernd Vollbrecht         |

## Hintergrund
Im November 2015 sicherten sich die Tomorrow Studios von Marty Adelstein die Rechte an einer Serienadaption des Films Snowpiercer aus dem Jahr 2013. Der Film basiert auf Jacques Lobs und Jean-Marc Rochettes Graphic Novel Schneekreuzer aus dem Jahr 1982. Im Jahr nach der Rechtesicherung der Tomorrow Studios bestellte TNT einen Piloten der Serie. Die Regie des Piloten sollte Scott Derrickson nach einem Drehbuch von Josh Friedman führen, wie im Mai 2017 bekannt gegeben wurde. Eine vollständige Serienbestellung wurde im Januar 2018 in Auftrag gegeben. Friedman verließ das Projekt jedoch noch im selben Monat auf Grund kreativer Differenzen mit TNT. Im Februar 2018 wurde Friedman durch Graeme Manson als Showrunner ersetzt und die ursprünglichen Aufnahmen der Pilotfolge wurden nahezu vollständig verworfen. Die Dreharbeiten für die neuen Aufnahmen werden als Hauptgrund für einen langen Veröffentlichungsverzug genannt.
Snowpiercer ist zwar als Reboot des 2013 erschienenen, gleichnamigen Films konzipiert, soll sich jedoch von ihm auch unterscheiden und weitere Elemente der Graphic Novel Le Transperceneige beinhalten. In den Vereinigten Staaten wurde im Mai 2019 eine Serienveröffentlichung der ersten Staffel auf TBS im Frühling 2020 sowie eine erfolgte Bestellung einer zweiten Staffel angekündigt. Im September 2019 wurde die Erstveröffentlichung der Serie auf den Sender TNT zurückverschoben. Während die Serie in den Vereinigten Staaten auf TNT erscheinen soll, sicherte sich die Huanxi Media Group die Exklusivrechte der ersten beiden Staffeln für die Volksrepublik China. Für die Veröffentlichung in den restlichen Ländern sicherte sich Netflix im Mai 2019 die Rechte.
Für die Besetzung wurde im Mai 2017 Daveed Diggs als Layton Well bekanntgegeben. Bis Oktober 2018 erfolgte die Bekanntgabe weiterer Cast-Mitglieder der ersten Staffel. Ab dann folgte die Bekanntgabe weiterer Rollenbesetzungen für die zweite Staffel. Der Beginn der Dreharbeiten der ersten Staffel wurde im Januar 2017 für Mitte März 2017 bekanntgegeben. Am 25. September 2017 gab Scott Derrickson bekannt, dass die Produktionsarbeiten gestartet sind. Bei der Pilotfolge kam es unter der Regie von James Hawes zu Nachdrehs, die zwischen dem 20. August 2018 und dem 24. Januar 2019 in Vancouver stattfanden. Die Hauptdreharbeiten der zweiten Staffel starteten am 21. Oktober 2019 in Langley ebenfalls in British Columbia und sollten am 20. März 2020 enden. Allerdings mussten die Dreharbeiten im März 2020 auf Grund der Coronavirus-Pandemie unterbrochen werden. Die Veröffentlichung der zweiten Staffel erfolgt seit dem 25. Januar 2021 auf TNT. Noch vor der Ausstrahlung wurde die Serie vorzeitig um eine dritte Staffel verlängert, in der Archie Panjabi zur Hauptbesetzung hinzustoßen wird. Am 30. Juli 2021 wurde bekannt, dass TNT die Serie frühzeitig um eine vierte Staffel verlängert hat, während die Dreharbeiten zur dritten Staffel nun abgeschlossen sind.

## Auszeichnungen
Critics’ Choice Super Awards 2021
- Nominierung als Bester Schauspieler in einer Actionserie (Daveed Diggs)
- Nominierung als Beste Schauspielerin in einer Actionserie (Jennifer Connelly)
- Nominierung als Beste Schauspielerin in einer Actionserie (Alison Wright)[31]

Saturn-Award-Verleihung 2021
- Nominierung als Beste Action- oder Thrillerserie